# Epirochroa vadoni
Epirochroa vadoni là một loài bọ cánh cứng trong họ Cerambycidae.